# Susie Harries
Susie Harries é uma historiadora britânica.

## Carreira
Estudou clássicos e filosofia clássica no Newnham College, em Cambridge, e no St Anne's College, em Oxford.
Ela é vencedora do Prêmio Wolfson de História 2012 por seu livro Nikolaus Pevsner: The Life sobre o historiador da arquitetura Nikolaus Pevsner.

## Vida pessoal
Ela é casada com Meirion Harries e vive em Londres.